# مصرف الائتمان العراقي
 مصرف الائتمان العراقي مصرف عراقي خاص أُسس عام 1998،  يبلغ رأس المال للمصرف 250 مليار دينار.